# Shiver (canción de Coldplay)
«Shiver» es una canción escrita y grabada por la banda británica Coldplay. El productor británico Ken Nelson la produjo para su primer álbum de estudio, Parachutes. El cantante Chris Martin admitió que la compuso para una mujer específica, sobre la que los medios generaron sucesivas especulaciones. El tema contiene influencias atribuidas al compositor estadounidense Jeff Buckley, una de las primeras inspiraciones del grupo.
Se lanzó como el sencillo principal del álbum en el Reino Unido y como el segundo en los Estados Unidos, tras el éxito «Yellow». Llegó al puesto número 35 de la UK Singles Chart y recibió críticas generalmente positivas.

## Producción y descripción

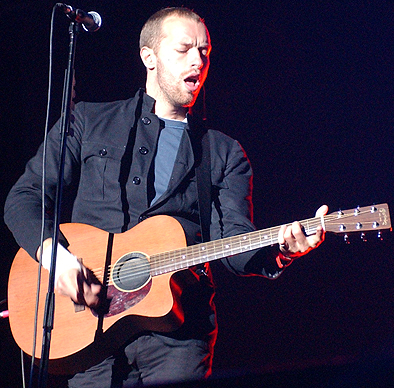
Chris Martin tuvo que desafinar su guitarra para crear acordes más complejos.

«Shiver» se compuso dos años antes de su lanzamiento. Según parece, Martin la escribió pensando en la cantante australiana Natalie Imbruglia, con quien estaba relacionado, pero más tarde lo negó. Sin embargo, algunos han afirmado que Imbruglia no fue su inspiración, sino sus novias de cuando tenía 20 años. Martin la compuso en un día «sombrío», cuando pensaba que nunca encontraría la mujer apropiada para él. Describió el tema como una «canción acosadora», admitiendo que la compuso para una mujer específica. Además, la creó escuchando la música de Buckley y afirmó que se trataba de su «más evidentemente pulida canción».
«Shiver» se grabó en los Rockfield Studios en Gales, reservados por el representante de A&R Dan Keeling para que el grupo comience a trabajar en su álbum debut, Parachutes. Keeling se decepcionaba por las demos que le presentaban, afirmando que «no tenían nada de su pasión, su energía», como resultado de la presión que sentían. Keeling las consideraba «blandas» y pedía que las rehicieran. Pequeñas partes se grabaron en los Parr Street Studios de Liverpool, Inglaterra, donde la banda se estableció en la Navidad de 1999.
La canción fue producida por el británico Ken Nelson. Como con muchas otras canciones del álbum, Nelson empleó un estudio analógico para grabar «Shiver». La guitarra se sobregrabó buscando la perfección, mientras que Martin desafinó la suya para generar complejas secuencias de acordes. La voz se grabó en más de una toma, pero la banda eligió la versión donde se grabó de esta forma.
«Shiver» se ubica en el género del rock alternativo —la crítica de AllMusic afirma que las influencias de indie rock en el tema son evidentes. Posee influencias de Jeff Buckley, una de las primeras inspiraciones de Coldplay. Martin dijo más tarde que la canción se trataba de «un evidente intento [de imitar a] Jeff Buckley no tan bueno, eso es lo que pienso».

## Lanzamiento y recepción
«Shiver» es una de las canciones más antiguas del catálogo de Coldplay y se la interpretó en sus primeros conciertos de 1999. Más tarde, se lanzó como EP, en la primavera de 2000. Se puso a la venta como el principal sencillo del álbum en el Reino Unido el 6 de marzo de 2000, meses antes de su lanzamiento. El sencillo fue escogido en varias listas de reproducción de bastantes radios europeas. En los Estados Unidos, se puso a la venta como el segundo sencillo, tras «Yellow». El sitio web IGN publicó un video de la Convención de Videojuegos de 2008 en Leipzig, Alemania, donde se puede apreciar que «Shiver» es parte de la lista de canciones del videojuego Guitar Hero World Tour.
Su recepción fue en líneas generales positiva. Llegó al puesto 35 de la UK Singles Chart. Además, alcanzó el número 26 de la lista de Billboard Hot Modern Rock Tracks. La canción sigue siendo una favorita del público en las presentaciones del grupo en directo. Ha sido bien recibida por la crítica. Adrian Denning, en su reseña del álbum, comentó: «“Shiver” tiene una interpretación vocal que pudo haber sido influida por Jeff Buckley, la voz aguda es una alegría sobre un tema [cuya] instrumentación consiste en guitarras de rock». David DeVoe afirmó en su reseña de Hybrid Magazine que «“Shiver” es una agradablemente relajada llena de ese genial sonido de guitarra por el que llegué a apreciar a la banda». Spencer Owen, Pitchfork Media opinó que «es la única canción verdaderamente decente de Parachutes, pero, simultáneamente, es la que muestra más evidentemente sus influencias. De hecho, sus influencias se pueden limitar a una sola canción: “Grace” de Jeff Buckley». En 2003, «Shiver» se incluyó en el primer álbum en directo del grupo, Live 2003.

## Video promocional
El video musical de «Shiver» fue dirigido por Grant Gee, que también dirigió el video «No Surprises» de Radiohead. En el video se ve al grupo tocando la canción en un pequeño estudio. Fue el primer video de la banda en aparecer en MTV y recibió mucha difusión allí. El globo terráqueo que aparece en la portada de Parachutes se localiza sobre un amplificador.

## Lista de canciones
| Sencillo en CD; Vinilo de 7 pulgadas |                           |          |  |
| N.º                                  | Título                    | Duración |  |
| 1.                                   | «Shiver»                  | 5:02     |  |
| 2.                                   | «For You»                 | 5:45     |  |
| 3.                                   | «Careful Where You Stand» | 4:47     |  |

| CD Promocional |          |          |  |
| N.º            | Título   | Duración |  |
| 1.             | «Shiver» | 5:02     |  |

## Personal
- Chris Martin — voz principal, guitarra acústica
- Jonny Buckland – guitarra eléctrica
- Guy Berryman – bajo
- Will Champion – batería

## Posicionamiento en las listas
| Lista (2000–2001)                      | Posición más alta |
| -------------------------------------- | ----------------- |
| Australia (ARIA)                       | 57                |
| Países Bajos (Mega Single Top 100)     | 100               |
| Escocia (Scottish Singles Sales Chart) | 45                |
| Reino Unido (UK Singles Chart)         | 35                |
| Estados Unidos (Alternative Airplay)   | 26                |